# Le Pompier
Pour les articles homonymes, voir Pompier (homonymie).
Le Pompier est une chanson du folklore étudiant français.
Issue du répertoire d’Aristide Bruant, elle devient à partir de 1885 l’hymne des étudiants des Beaux-Arts et de ses architectes.

## Histoire de la chanson

### Des paroles d’Aristide Bruant
Cette chanson est issue d’un manuscrit autographe de 1871 des toutes premières compositions d’Aristide Bruant (1851-1925). Il a alors 20 ans et, démobilisé, il écrit les paroles de cette chanson à Courtenay, le village de son enfance. 
Mise en musique par Auguste-Nicolas Séguin et son ami Alexandre Durez — à qui il dédie cette chanson —, elle est publiée en 1872 sous le titre Le Casque du Pompier, Cascade excentrique,.
L’origine de ce chant semble ensuite se perdre lorsqu’il s’impose en 1885 aux Beaux-Arts sous le titre Les Pompiers, puis Le Pompier. Il devient angevin à partir des récits des années 1920 pour être enfin réattribué à son auteur d’origine en 2022.

### Introduction aux Beaux-Arts
En 1885, l'élève Édouard Defaye (1857-1898) introduit cette chanson à l’atelier officiel d’architecture Jules André (1819-1890) de l'École des beaux-arts de Paris lors d’une charrette d'un concours général de construction de 1re classe. Chanter dans les ateliers de l’École est alors une habitude car les postes radios n’existent pas encore.
L'atelier André se situant à l’extérieur des Beaux-Arts, il faut le jour du jury dudit concours pousser et tirer les charrettes sur lesquels sont posés les « panets » (ou rendus). Les élèves entrent alors dans la cour de l’École en entonnant Le Pompier, au grand étonnement des autres ateliers. L’atelier André remportant ce jour-là le premier prix du concours de construction, ils ressortent en direction de leur atelier en chantonnant triomphalement cet air. C’est à partir de ce moment que Le Pompier est progressivement adopté par l’ensemble de l’École pour devenir l’hymne des Beaux-Arts et fredonné par tout le Quartier Latin.
La chanson est célébrée dès 1892 lors du premier Bal des Quat’z’Arts.
Dès lors, elle est chantée pour tous les événements importants liés à l’École. À partir de 1968, cette tradition se poursuit chez les élèves architectes et on entend toujours Le Pompier lors de diplômes, d’anniversaires, de mariages, d’enterrements ou en ouverture des Concours de fanfares des Beaux-Arts.

## Paroles
Les paroles et l’ordre des couplets, transmis pendant longtemps oralement au sein des ateliers de l’École des Beaux-Arts, ont quelque peu évolué depuis la version originale de 1872 et son introduction en 1885. Toutefois les paroles chantées aujourd’hui, sont restées très proches de celles de Bruant. Un élève lance généralement un long « On », puis tous reprennent ensuite :
| 1er couplet On dit quelquefois au village Qu'un casque, ça sert à rien du tout Rien du tout ! Ça sert à donner du courage À ceux qui n'en ont pas du tout. Pas du tout ! De loin ça prend des airs fantasques Et chacun dit en les voyant, En les voyant ! Ah ç'qu'ils sont beaux avec leurs casques, Ça leur donne des p'tits airs épatants. Tant ! Tant ! Refrain Un casque est une coiffure Qui sied à leur figure, Un casque de pompier Ça fait presque guerrier. Ça leur donne un air vainqueur Qui sied pas mal à leur valeur. Sous ce casque luisant, Ils ont l'air épatant, vraiment ! Zim la boum la boum tralalère, On peut l'blaguer tant qu'on voudra, Zim la boum la boum tralala, Un pompier, c’est bien au-d’sus d'ça. 2e couplet On nous raconte dans l'histoire Que les Romains et les Gaulois, Les Gaulois ! Ces fils chéris de la victoire, Portaient des casques autrefois. Autrefois ! Le casque c'est donc l'héritage De tous ces guerriers valeureux, Oui valeureux ! Et si nous l'avons en partage, C'est qu’ nous sommes des pompiers comm’ eux Ah ! Ah ! | 3e couplet On sait que chacun sur la terre A son faible ou sa passion. Passion ! Le pompier qu'est un militaire Est fier de sa position. Position ! Le sapeur et sa barbe noire Est orgueilleux de son bonnet. De son bonnet ! Le Pompier met toute sa gloire Dans son casque et dans son plumet. Eh ! Eh ! 4e couplet Les jours oùsqu'il y a la fête, Il endosse ses plus beaux habits. Beaux habits ! Il met son casque sur sa tête Pour aller flâner dans l'pays. Dans l’pays ! Puis, à l'ombre de sa visière, Quand il rencontre un jeune tendron, Un jeune tendron ! Il lance une œillade incendiaire, Le pompier est tellement polisson. Son ! Son ! Son! 5e couplet Les jours oùsqu'on est de la r'vue, Derrière le champ à Jean Maclou. Jean Maclou ! Le pompier s'met en grand' tenue, Nous sommes bien une quinzaine en tout. Zaine en tout ! S'il met un casque sur sa nuque, C'est pas pour faire des embarras, Des embarras ! Mais pour garantir sa perruque, Quand bien même il n'en aurait pas. Ah ! Ah ! |